# رودولف فيشر
رودولف فيشر (بالإنجليزية: Rudolph Fisher)‏ (9 مايو 1897، واشنطن العاصمة في الولايات المتحدة - 26 ديسمبر 1934)؛ موسيقي، طبيب وروائي أمريكي.

## روابط خارجية
- رودولف فيشر على موقع الموسوعة البريطانية (الإنجليزية)
- رودولف فيشر على موقع قاعدة بيانات برودواي على الإنترنت (الإنجليزية)
- رودولف فيشر على موقع قاعدة بيانات برودواي على الإنترنت (الإنجليزية)